# 江寧部隊
江寧部隊（こうねいぶたい）とは、日中戦争の際に支那派遣軍総司令部が設立した将校教育機関。支那派遣軍総司令部特務教育隊ともいう。

## 沿革
日中戦争の際に、日本軍は中国の事情に通じた将校を新たに育成する必要に迫られた。そこで大卒以上の学歴を持つ予備将校を教育する機関として「江寧部隊」が1941年、南京の国民政府陸軍大学跡地に設立された。部隊では1941年9月から1942年12月まで、合計3期にわたり将校教育が行われた。部隊では中国語や中国文化、中国情勢などについて講義が行われ、また実地実習も為されていた。講習生は計707人。期ごとの教育期間は3ヶ月から6ヵ月で、課程修了者は中国各地に派遣され、日本軍機関や汪兆銘政府の現地機関に所属した。

## 歴代隊長
- 土橋勇逸中将
- 野田謙吾中将
- 鳥飼恒男大佐

## 講師
- 中山優（満洲国駐華特命全権公使、建国大学教授）
- 重光蔵（重光葵の弟、上海大学教授）
- 陳群（汪兆銘政府内務部長）
- 林柏生（同農政部長）